# Demokratiska fronten för fosterlandets återförening

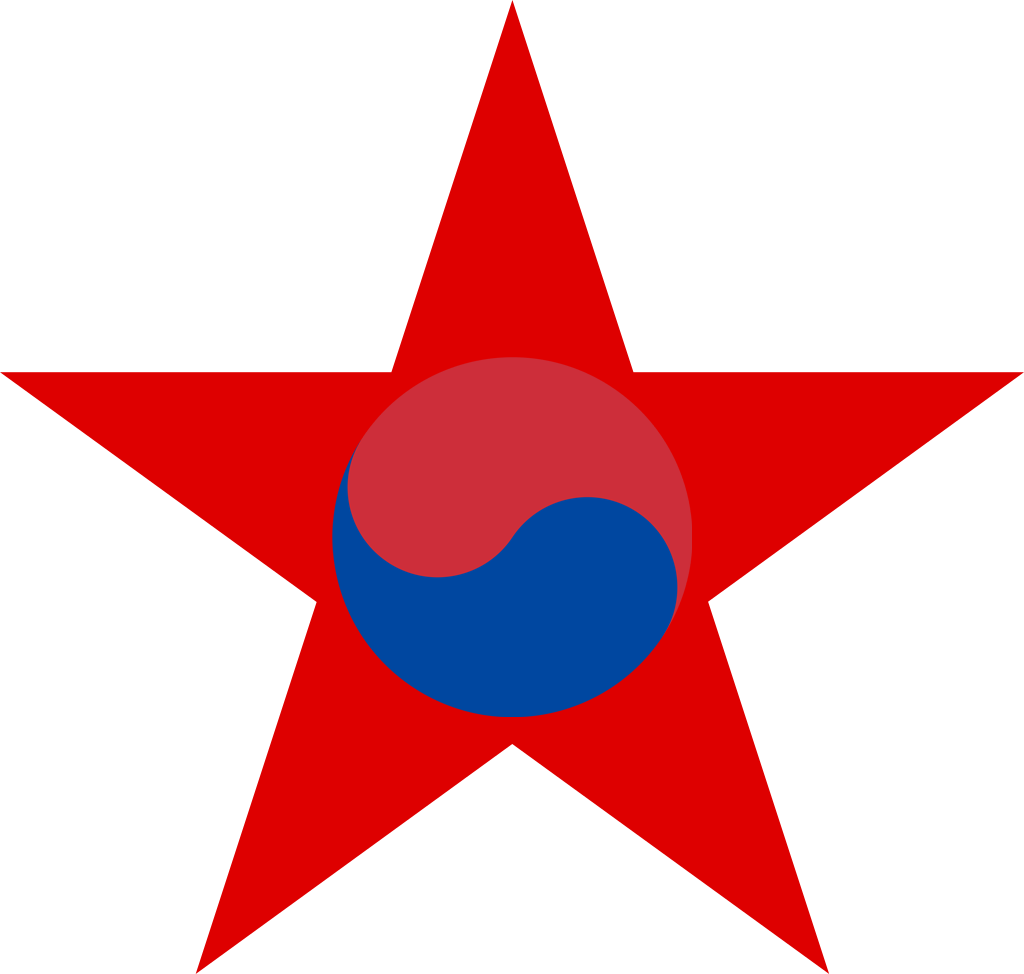
Organisationens logga.

Demokratiska fronten för fosterlandets återförening (koreanska: 조국통일민주주의전선) är en nordkoreansk massorganisation, så kallad enhetsfront, skapad 22 juli 1946. Fronten spelar för Nordkoreas politiska liv en liknande roll som den Nationella fronten gjorde i Östtyskland, då den nominerar alla kandidater till valbara ämbeten varpå dessa går till val utan motkandidater. Samtliga ledamöter i Högsta folkförsamlingen ställer upp i egenskap av medlemmar i fronten, därmed är de enskilda medlemspartiernas andelar i parlamentet på förhand säkrade.
I fronten ingår det styrande Koreanska arbetarpartiet, som också kontrollerar organisationen, samt Koreas socialdemokratiska parti, det religiösa Chondoistiska Chongupartiet, Barnens förbund, Kim Il-Sungs socialistiska ungdomsförbund, Koreanska röda korset[källa behövs] med flera.